# Nicolò Rovella
Nicolò Rovella (født 4. december 2001) er en italiensk professionel fodboldspiller, som spiller som midtbanespiller for Serie A-klubben Lazio og Italiens landshold.

## Klubkarriere

### Genoa
Rovella begyndte sin karriere hos Genoa, og fik sin professionelle debut med klubben den 3. december 2019 i en Coppa Italia-kamp imod Ascoli. Hans gennembrud kom i 2020-21 sæsonen, hvor han begyndte at spille som fast mand på førsteholdet.
Rovella skiftede i januar 2021 til Juventus, og vendte som del af aftalen tilbage til Genoa på en lejeaftale.

### Juventus
Rovella debuterede for Juventus den 15. august 2022 i en Serie A-kamp imod Sassuolo.

#### Leje til Monza
Rovella blev i august 2022 udlejet til Monza for 2022-23 sæsonen.

### Lazio
Rovella blev igen udlejet i august 2023, denne gang til Lazio på en to-årig lejeaftale som inkluderede en købsoption. Denne option blev indfriet i juli 2025, hvorpå skiftet blev gjort permanent.

## Landsholdskarriere

### Ungdomslandshold
Rovella har repræsenteret Italien på flere ungdomsniveauer.

### Seniorlandshold
Rovella debuterede for Italiens landshold den 14. november 2024.